# پرچم نروژ
پرچم نروژ برای اولین بار در ۱۳ ژوئیه ۱۸۲۱ به رسمیت شناخته شد. به‌عنوان پرچم غیرنظامی شناخته می‌شود و همچنین دارای تناسب ۲۲:۱۶ می‌باشد. این پرچم دارای صلیب آبی رنگ می‌باشد.

## نگارخانه

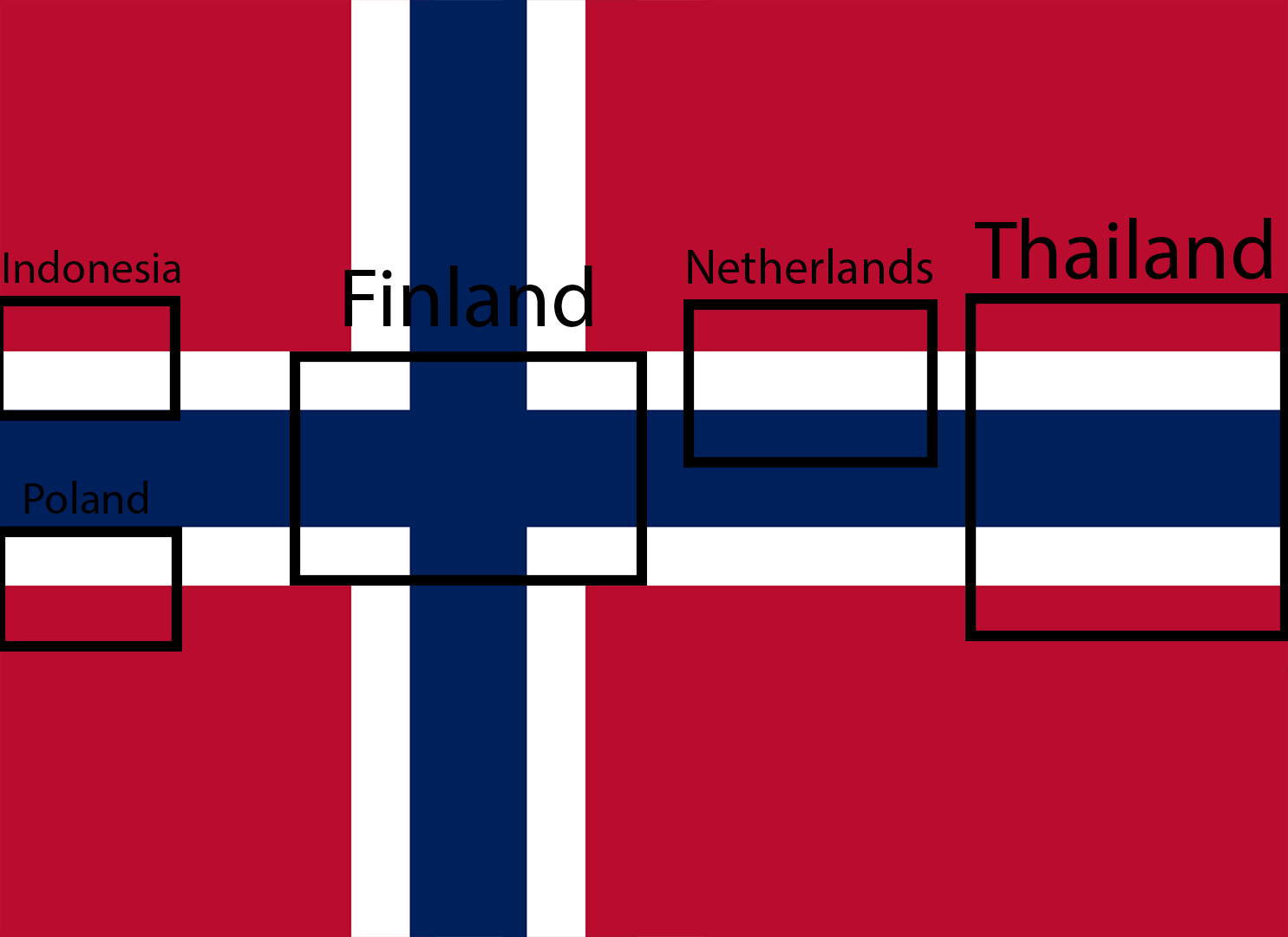
در پرچم نروژ می توان پرچم پنج کشور دیگر را نیز مشاهده کرد. اندونزی، فرانسه، فنلاند، هلند، تایلند و لهستان، این پنج سرزمین هستند.